# 翁偉賓
翁偉賓（Weng Wei-Pin，1991年11月23日—）臺灣足球運動員，出生於臺灣新北市，在足球場上司職後衛或是前鋒，目前效力於台灣企業甲級足球聯賽台灣中油足球隊。

## 生平
翁偉賓於1991年11月23日出生於臺灣新北市。國小就讀於新北市中和區的自強國小，在校期間，翁偉賓加入自強國小的足球校隊開始他的足球生涯，並隨隊征戰各項足球競賽。其中在2003年10月27日，自強國小足球校隊參與行政院體育委員會所舉辦的體委盃。於小組賽預賽首戰，自強國小校隊以以13:2的比分大勝上屆冠軍的高雄市阿蓮國小足球校隊，在這場比賽中，當時擔任自強國小前鋒的翁偉賓上演進球雙帽子戲法，總共攻進7球，在該場比賽中大放異彩。
2004年6月，翁偉賓再隨校隊參加全國五人制足球錦標賽的國小男生組，並一路攻進冠軍賽。6月11日，冠軍賽正式開踢，自強國小面對來自新北市三重區的光興國小，在開賽7分鐘，翁偉賓首開紀錄，為自強國小取得第一球進球，並於第一顆進4分鐘，再獲得第二顆進球，於上半場結束前幾秒，翁偉賓獲得一顆進球完成帽子戲法。
下半場開賽第23分鐘，獲得第4顆進球。終場，自強國小以6:0完封光興國小取得該屆賽事國小男生組的冠軍，而該場比賽獨種4球的翁偉賓也成為自強國小能夠奪冠的重要功臣。也使得自強國小成為92學年度，各項國小足球盃賽中的三冠王。
小學畢業後，翁偉賓來到海山高中的國中部就讀，國中畢業後，則前往擁有高中足球勁旅的臺中市惠文高中就讀，以延續自身的足球生涯，因此在惠文高中時期，翁偉賓加入到惠文高中足球校隊隨隊參與各項足球競賽。
高中畢業後，翁偉賓回到新北市，考取輔仁大學的體育學系，並加入輔大足球校隊中效力。在輔大足球隊期間翁偉賓成為足球隊的隊長，帶領球隊征戰大專足球聯賽，並於2012年、2013年獲得亞軍，2014年、2015年獲得季軍的成績。

## 職業生涯

### 俱樂部
翁偉賓於輔仁大學就讀期間，曾因當時中華台北五人制足球代表隊的總教練蔡佳峰推薦，包含翁偉賓在內的徐翊等兩人再獲得輔仁大學足球隊總教練同意後，前往中國五人制甲級足球聯賽的職業球隊河南建業嘉沃德效力。返國後回到輔仁大學繼續在輔大足球隊裡效力。2015年開始就讀輔大研究所。於研究所畢業後，翁偉賓因兵役問題，獲得中華民國足球協會提名為體育替代役男，因此需加入到國家運動選手訓練中心旗下的台灣國訓足球隊中效力。
2017年起效力於大同足球隊，隨隊達成三連霸台灣企業甲級足球聯賽的紀錄。
2021年，翁偉賓轉會至台灣企業甲級足球聯賽台灣中油足球隊。

### 國家隊
翁偉賓在2011年時，獲得徵招入選中華臺北五人制足球代表隊，並隨隊前往馬來西亞出賽2012年五人制亞洲盃錦標賽。2014年11月，首次入選中華台北男子足球代表隊出賽名單中，並於11月16日在台北田徑場主場面對香港時，於比賽下半場74分鐘替補登場完成國家代表隊的首秀。
2015年6月，中華台北將開始備戰2018年世界盃亞洲區資格賽第二輪，翁偉賓再入入選中華台北的23人出賽大名單中。
2016年6月，中華台北備戰2019年亞洲盃資格賽附加賽第一輪，翁偉賓也入選到出賽大名單中，並於6月2日在高雄國家體育場面對柬埔寨時，於下半場第46分鐘時替補上場。

## 國家隊生涯統計
| 中華台北                 | 中華台北 | 中華台北 | 中華台北     |
| 年度                     | 出賽     | 進球     | 參考         |
| ------------------------ | -------- | -------- | ------------ |
| 2014                     | 2        | 0        | [ 1 ] [ 18 ] |
| 2015                     | 0        | 0        | [ 1 ] [ 18 ] |
| 2016                     | 6        | 0        | [ 1 ] [ 18 ] |
| 2017                     | 1        | 0        | [ 1 ] [ 18 ] |
| 2018                     | 3        | 0        | [ 1 ] [ 18 ] |
| 總計                     | 12       | 0        | [ 1 ] [ 18 ] |
| 最後更新於2018年11月16日 |          |          |              |

## 資料來源
1. 1 2 3 4  . 足巢.   [2016-06-04]. （原始内容存档于2017-03-05） （中文（臺灣））.
2. 1 2 3  . AFC亞洲足球聯盟. 2016-06-02  [2016-06-04]. （原始内容存档于2017-08-30） （英语）.
3. 1 2 3  王毓健. . 麗台運動報. 2003-10-27  [2016-06-04]. （原始内容存档于2017-03-05） （中文（臺灣））.
4. 1 2 3 4 5  李弘斌. . 麗台運動報. 2004-06-11  [2016-06-04] （中文（臺灣））.[永久]
5. 1 2  林育新. . 中華民國體育運動總會. 2004-06-14  [2016-06-04]. （原始内容存档于2017-03-05） （中文（臺灣））.
6. 1 2  . 台中市立惠文高級中學. 2010-08-06  [2016-06-04] （中文（臺灣））.
7. 1 2 3 4 5  吳舒涵. . SSU大專學生運動網. 2015-04-08  [2016-06-04]. （原始内容存档于2017-03-05） （中文（臺灣））.
8. ↑  . SSU大專學生運動網.   [2016-06-04]. （原始内容存档于2016-09-11） （中文（臺灣））.
9. 1 2 3  . 中華民國足球協會. 2011-11-16  [2016-06-04]. （原始内容存档于2011-11-17） （中文（臺灣））.
10. ↑  張克銘. . 東森新聞雲. 2014-02-23  [2016-06-04]. （原始内容存档于2017-03-05） （中文（臺灣））.
11. ↑  . 中華民國足球協會. 2016-05-10  [2016-06-04]. （原始内容存档于2016-08-10） （中文（臺灣））.
12. ↑  . Pb+. 2017-11-30  [2020-03-23]. （原始内容存档于2020-03-23）.
13. ↑  李弘斌. . 中國時報. 2019-12-04  [2020-03-23]. （原始内容存档于2019-12-06） （中文（臺灣））.
14. ↑  Caspi Wang. . 動誌. 2021-01-12  [2021-05-02]. （原始内容存档于2021-05-02）.
15. ↑  謝孟儒. . ETtoday. 2021-04-07  [2021-05-02]. （原始内容存档于2021-05-02）.
16. ↑   (PDF). EAFF. 2014-11-16  [2016-06-04]. （原始内容存档 (PDF)于2019-12-26） （英语）.
17. ↑  林宗偉. . 自由時報. 2015-06-12  [2016-06-04]. （原始内容存档于2018-12-05） （中文（臺灣））.
18. ↑  . National Football Teams.   [2016-06-04]. （原始内容存档于2017-03-05） （英语）.